# Ehner
Ehner (en luxemburguès: Iener; en alemany: Ehner) és una vila de la comuna de Saeul situada al districte de Diekirch del cantó de Redange. Està a uns 18 km de distància de la ciutat de Luxemburg.